# قایق‌های ماهیگیری، کی وست
قایق‌های ماهیگیری، کی وست (انگلیسی: Fishing Boats, Key West) یک نقاشی از هنرمند نقاش آمریکایی، وینسلو هومر است که در سال ۱۹۰۳ طرح گردید. این نقاشی با تکنیک آبرنگ طراحی گردیده‌است و امروزه در موزه متروپولیتن نیویورک قرار دارد.
نقاشی نشانگر تعدادی از قایق‌های ماهیگیری در منطقه کی وست، فلوریدا است.